# Ет (насеље)
Ет (фр. Eth) је насељено место у Француској у региону Север-Па д Кале, у департману Север.
По подацима из 2011. године у општини је живело 327 становника, а густина насељености је износила 115,14 становника/km².

## Демографија
| 1962. | 1968. | 1975. | 1982. | 1990. | 2011. |
| ----- | ----- | ----- | ----- | ----- | ----- |
| 216   | 197   | 185   | 237   | 300   | 327   |